# Carlos da Dinamarca
Carlos da Dinamarca (26 de outubro de 1680 - 8 de junho de 1729) foi o filho mais novo do rei Cristiano V da Dinamarca. Nunca se casou, não teve filhos nem se envolveu em qualquer actividade política, tendo preferido viver uma vida isolada nas suas propriedades.

## Família
Carlos era o filho mais novo do rei Cristiano V da Dinamarca e da condessa Carlota Amália de Hesse-Cassel. Entre os seus irmãos estava o rei Frederico IV da Dinamarca. Os seus avós paternos eram o rei Frederico III da Dinamarca e a duquesa Sofia Amália de Brunsvique-Luneburgo. Os seus avós maternos eram o conde Guilherme VI de Hesse-Cassel e a marquesa Edviges Sofia de Brandemburgo.

## Primeiros anos e educação
Como era tradição na corte, a educação de Carlos foi deixada ao cargo de funcionários e não dos seus pais. Entre os seus tutores estava Johan Georg Holstein que foi substituído por Carl Ahlefeldt em 1796. O príncipal responsável pela sua educação foi Christian Siegfried von Plessen.
O príncipe Carlos tinha fraca saúde e ouvia mal. Para usufruir de um clima mais temperado foi enviado para França e para a Itália numa viagem de estudo que durou desde 1696 até 1699, durante a qual passou a maior parte do tempo em Montpellier. Nessa viagem foi acompanhado por Carl Adolph von Plessen, filho do seu tutor, três anos mais velho, que permaneceria um amigo chegado de Carlos por toda a sua vida, recebendo o título de primeiro hoffmeister e depois camareiro.

## Proprietário e criador de cavalos
Quando regressou à Dinamarca, o príncipe passou a viver no Castelo de Jægerspris que lhe foi oferecido pelo seu irmão mais velho, agora rei Frederico IV da Dinamarca. O príncipe começou imediatamente uma extensa ampliação do castelo e, sendo um grande amante de cavalos, um interesse que partilhava com o pai e o irmão, construiu uma quinta de criação na propriedade.
Da sua mãe, que morreu em 1715, herdou o Palacete de Vemmetofte, o Palacete de Højstrup e o Palácio de Charlottenborg em Copenhaga. As suas propriedades também incluíam um jardim de prazeres em Copenhaga, nos arredores do portão norte da cidade que era conhecido pelo Prinsens Have (O Jardim do Príncipe) e depois mudou de nome para Blågård (Quinta Azul), um nome que foi herdado por vários topónios nos dias de hoje.

## Últimos anos no Palacete de Vemmetofte
Quando o seu irmão Frederico cometeu bigamia pela segunda vez ao casar-se com Ana Sofia Reventlow e a coroou como rainha, Carlos cortou relações com o rei e, juntamente com a sua irmã Sofia Edviges, deixou a corte e passou a residir permanentemente no Palacete de Vemmetofte onde os dois irmãos mantinham um estilo de vida extravagante. Carl Adolph von Plessen continuava a ser um amigo chegado e tinha fama de ter grande influência sobre o príncipe que, em certa ocasião, convenceu o rei a exclamar "Ora aí vem o príncipe Plessen com o meu irmão Carlos!". No final os dois irmãos acabariam por se reconciliar e Carlos foi mesmo padrinhos de um dos filhos que Frederico teve com Anne Sophie.
Depois de sofrer de fraca saúde toda a sua vida, o príncipe Carlos morreu em 1729, sendo sepultado na Catedral de Roskilde.